# 무안역
무안역(Muan station, 務安驛)은 전라남도 무안군 몽탄면 사창리에 위치한 호남선의 역이다. 호남선 일부 무궁화호, 경전선 모든 무궁화호 열차가 왕복 9회 정차한다. 역세권으로 호남항공우주전시관이 있다.
역명이 보여주는 대표성과는 달리 무안군 중심부와는 상당히 떨어져 있다. 이 역은 1913년 개역 당시에는 역이 위치한 지명을 따서 사창역(社倉驛)이라고 했였으나, 호남선이 현재의 무안군 무안읍을 지나지 않아 '무안'이라는 역명을 쓸 수 있는 역이 없어서 1985년 무안읍에서 제일 가까운 역이었던 이 역을 '무안역'으로 개명했다.

## 역사
- 1938년 5월 1일 : 사창역(社倉驛)이라는 이름의 무배치간이역으로 영업 개시[1]
- 1944년 6월 15일 : 폐지[2]
- 1973년 1월 1일 : 무배치간이역으로 격하[3]
- 1985년 8월 12일 : 역사 이전과 함께 무안역으로 역명 변경, 보통역으로 승격, 화물 취급 개시[4]
- 1994년 1월 1일 : 소화물 취급 중지[5]
- 2001년 12월 1일 : 역사 이전
- 2015년 5월 29일 : 화물 취급 중지[6]

## 승강장
| ↑ 함평          |
| １２ \| ３４ \| |
| 몽탄 ↓          |

| 1 · 2 | 호남선 | 용산 방면 |
| 3 · 4 | 호남선 | 목포 방면 |

## 인접한 역
이 역을 운행하는 열차는 거의 용산역/광주역/목포역을 기점으로 운행하고 있다.
| 호남선                        | 호남선                 | 호남선                   |
| ----------------------------- | ---------------------- | ------------------------ |
| 함평 용산·광주 방면 부전 방면 | 무궁화호 호남선 경전선 | 몽탄 목포 방면 목포 방면 |